# Trachelyopterus galeatus
Trachelyopterus galeatus és una espècie de peix de la família dels auqueniptèrids i de l'ordre dels siluriformes.

## Morfologia
Els mascles poden assolir els 22 cm de llargària total.

## Alimentació
Els adults mengen peixets, artròpodes, cucs i, de vegades, també fruits.

## Distribució geogràfica
Es troba al nord de Sud-amèrica.

## Valor gastronòmic
La seua carn de color rosaci és altament apreciada per la població local.

## Observacions
Té una longevitat de 3 anys.